# Греков, Максим Иванович
Максим Иванович Греков (настоящая фамилия Селескериди; 11 декабря 1922, Ставрополь — 20 февраля 1965, Москва) — советский актёр театра и кино. Заслуженный артист РСФСР.

## Биография
Максим Греков родился в Ставрополе; позже семья поселилась в Москве.
В московской школе его одноклассником был будущий кинодраматург В. С. Фрид, вспоминавший о нём в мемуарной книге «58 с половиной, или Записки лагерного придурка».
Занимался в организованной в 1939 году Алексеем Арбузовым и Валентином Плучеком Московской театральной студии, позже получившей название «Арбузовской». Среди друзей по студии — Всеволод Багрицкий, Зиновий Гердт, в той же студии занимались Александр Галич, Исай Кузнецов.
Первой ролью Максима Грекова стал Зяблик в сочинённой самими студийцами под руководством Арбузова пьесе «Город на заре», её премьера состоялась 5 февраля 1941 года.
С началом Великой Отечественной войны, как и многие студийцы, Греков ушёл добровольцем на фронт; служил в отдельной мотострелковой бригаде особого назначения, был сапёром-подрывником. Воевал в Калининской области, в Туле, потом в Сталинграде…. В марте 1943-го его забросили во вражеский тыл — в партизанский отряд, где он стал партизаном отряда «Победители» под командованием Дмитрия Медведева. Его имя упоминается в различных воспоминаниях о деятельности партизанского отряда (рассказы серии «Военная литература», книга Д. М. Медведева «Это было под Ровно»).
После окончания войны вернулся к актёрской профессии, стал актёром Театра им. Вахтангова, прослужив там до конца жизни: с 1948 по 1965 годы.

О Максиме Грекове писали Елена Боннэр и Александр Свободин в очерке «Партизан Максим Греков»: 

«Однажды в Ровно ожидали Коха. Разведка сообщила: с аэродрома поедет в машине. По дороге решили делать засаду, надо было 7 человек добровольцев и было сказано: „Надежды вернуться нет“. Максим вызвался первым. Ему доверили командование группой. Около дороги не было ни дерева, ни куста. Сутки пролежали они во ржи. Немецкие машины не пришли. Разведка ошиблась. Стоит представить себе день и ночь ожидания в открытом поле, и станет понятно мужество тех, кто был там». Потом Максим Греков — командир партизанской роты, проведшей более 90 боёв. В 1944-м немцы бросили на его роту подразделение с овчарками. Рукопашная с собаками — это страшно. Но рота выстояла и даже погнала немцев…. Когда в большом фойе Вахтанговского театра стоял гроб нашего Максима, друзья его, актёры, слушая речь партизана, боевого товарища Макса, удивлялись его героической военной судьбе. А друзья-партизаны с удивлением слушали слова Рубена Симонова о том, каким он был актёром!" 
Скончался 20 февраля 1965 на 43-м году жизни. Похоронен на Введенском кладбище (10 уч.).
Жена — актриса Театра им. Вахтангова Антонина Гунченко (1924—2004).

## Творчество

### Роли в театре
- 1952 — «Два веронца». Режиссёр: Е. Р. Симонов — Спид, слуга Валентина
- 1955 — «Лев Гурыч Синичкин, или Провинциальная дебютантка» (радиоспектакль), режиссёр Р. Н. Симонов — Трагик
- 1956 — «Горя бояться — счастья не видать» С. Я. Маршака. Режиссёр: Е. Р. Симонов — Казначей
- 1957 — «Город на заре» А. Н. Арбузова и Арбузовской студии. Режиссёр: Е. Р. Симонов — Зяблик
- 1963 — «Принцесса Турандот». Режиссёр возобновления: Р. Н. Симонов — Труффальдино[6]

### Роли в кино
- 1955 — Мексиканец — Матео
- 1956 — Как Джанни попал в ад (музыкальный фильм по опере Дж. Пуччини «Джанни Скикки») — Джанни Скикки
- 1958 — Город на заре — Зяблик
- 1960 — Сердца должны гореть
- 1961 — Человек идёт за солнцем — Лёва
- 1964 — До свидания, мальчики — торговец вином[7]